# Ghedi
Ghedi ist eine Gemeinde mit 18.525 Einwohnern (Stand 31. Dezember 2024) in der italienischen Region Lombardei in der Provinz Brescia.

## Geografie
Nachbargemeinden sind (im Uhrzeigersinn) Borgosatollo und Castenedolo im Norden, Montichiari im Osten, Calvisano im Südosten, 
Gottolengo und Isorella im Süden, Leno im Südwesten und Bagnolo Mella sowie Montirone im Nordwesten.

## Militärflugplatz
Bei Ghedi befindet sich der Militärflugplatz Ghedi der italienischen Luftwaffe. Der drei Kilometer weiter im Osten gelegene, inzwischen zivile Flughafen Brescia-Montichiari bildete mit dem Flugplatz von Ghedi lange Zeit eine der größten militärischen Einrichtungen Italiens. In Ghedi ist ein Tornado-Geschwader stationiert, das im Rahmen der so genannten nuklearen Teilhabe amerikanische Atombomben einsetzen kann. Diese Bomben werden bei Ghedi in Bunkeranlagen gelagert.

## Stolpersteine
Im Januar 2020 verlegte der deutsche Künstler Gunter Demnig sechs Stolpersteine in Ghedi, die an Opfer der NS-Besatzung in Italien erinnern.